# Dugački pregibač palca (noga)
Dugački pregibač palca (lat. musculus flexor hallucis longus) mišić je stražnje strane potkoljenice. Mišić inervira goljenični živac lat. nervus tibialis. 

## Polazište i hvatište
Mišić polazi s lisne kosti (lateralni rub), međukoštane opne potkoljenice, a hvata se za distalni članak palca.